# 名港火力発電所
名港火力発電所（めいこうかりょくはつでんしょ）は、かつて名古屋市港区一州町に存在した火力発電所である。1939年（昭和14年）より1982年（昭和57年）にかけて運転された。
戦前期における中部地方の主要7事業者が出資する中部共同火力発電株式会社（ちゅうぶきょうどうかりょくはつでん）が建設。直後に日本発送電へと移管され、1951年（昭和26年）から廃止までは中部電力に帰属した。出力は最大で28万5000キロワット。
元は石炭火力発電所だったが、1969年（昭和44年）以降は重油燃料の石油火力発電所として運転された。

## 建設の経緯と所属の変遷

### 中部共同火力発電の設立
戦前期において名古屋市を中心とする中京地方に電気を供給していた東邦電力では、渇水期の水力発電発電量を補う補給火力発電所として名古屋港にて1925年（大正14年）より名古屋火力発電所を運転していた。また矢作水力も名古屋港に補給用火力発電所（こちらも名古屋火力発電所と称す）を1928年（昭和3年）に建設していた。
1930年代になると、中京・関西などに供給する日本電力も、名古屋火力発電所の建設を検討し始めた。水力発電の増加に伴う補給火力の増強と、渇水時に尼崎火力発電所（兵庫県）から長距離送電するという非合理の解消を目的とするもので、出力は7万キロワットを予定した。ところが、この日本電力の方針に東邦電力は反発、業界団体の電力連盟に持ち込み議論を続けたが、結論には至らなかった。一方逓信省では、当時共同火力発電方式による電力統制を志向しており、東邦電力名古屋火力発電所の増設を最後に個別発電所の認可を打ち切り、以後は共同火力発電に限るという方針を固め、1936年（昭和11年）5月に東邦電力・日本電力のほかこの地域の電力会社4社（大同電力・矢作水力・揖斐川電気・中部電力（岡崎））の代表者を呼び出して省の共同火力案を示した。そして逓信省の主導により、最終的に中部地方の主要7社、東邦電力・日本電力・大同電力・矢作水力・揖斐川電気・中部電力（岡崎）・合同電気にて共同出資によって新会社「中部共同火力発電株式会社」を立ち上げ最大15万キロワットの火力発電所を新設する、という方針が固まった。
1936年7月15日、東京・日本工業倶楽部にて中部共同火力発電の創立総会が開催された。資本金は1500万円で、初代社長には東邦電力社長の松永安左エ門が就任した。発電所用地は名古屋港西部の草競馬場跡地が選ばれ、翌1937年（昭和12年）4月に着工。2年後の1939年（昭和14年）1月、発電所は「名港火力発電所」として運転を開始した。発生電力は東邦電力・日本電力・大同電力・矢作水力・揖斐川電気の5社（1937年に中部電力・合同電気は東邦電力に合併されていた）に分配された。
発電所のある地域は、建設当初の段階では名古屋市港区稲永新田の一部であったが、1940年（昭和15年）より「一州町」として起立した。当時の名古屋市長縣忍が発電所完成を祝い、社長松永安左エ門の雅号「一州」をとって町名を命名したという。

### 日本発送電から中部電力へ
1939年4月1日、電力国家管理政策の担い手として国策会社日本発送電が設立された。設立に際し、全国の電気事業者より出力1万キロワット超の火力発電所が同社に出資されており、東邦電力・矢作水力両社の名古屋火力発電所も出資対象となっている。名港火力発電所も本来は出資対象に含まれるが、日本発送電の設立準備中の段階では工事中であったことから、さしあたり対象から外された。
1939年1月の運転開始後、電力管理法に基づく日本発送電と中部共同火力発電の合併が決定され、1939年7月17日付で合併契約が取り交わされた。合併時における中部共同火力発電の資本金は公称1500万円・払込900万円（1株につき30円払込み）で、合併までに全30万株のうち29万9600株を日本発送電が取得していた。合併比率は払込資本金を基準とする1対1で、中部共同火力発電の残余株式400株（払込総額1万2000円）に対し日本発送電の額面50円払込済み株式240株を発行するという合併条件であったが、合併と同時に残余株式を取得して即日償却し、日本発送電としては合併に伴う資本金増を避けることとなった。合併は同年10月31日付で昭和電力の合併とともに実施された。
太平洋戦争後の1951年（昭和26年）5月1日、電気事業再編成によって中部電力が発足する。このとき日本発送電から中部電力へ、名古屋火力発電所が譲渡され、名港火力発電所・清水火力発電所（静岡県）が出資されている。以後、廃止まで中部電力によって運転された。

## 設備構成

### 1 - 3号機
中部共同火力発電・日本発送電時代に建設された名港火力発電所の初期設備は、1号から3号までのタービン発電機である。1号機は出力5万キロワット、2・3号機は出力5万3000キロワットで、これに対するボイラーは1号から7号までの7缶が用意されている。ボイラー7缶による発生蒸気は1-3号機で共通利用されるほか、1号所内タービン発電機（出力3000キロワット）および4号所内タービン発電機（出力5000キロワット）もこれで稼働する。
1-7号ボイラーと1-3号タービン発電機の概要は以下の通り。
- 1 - 6号ボイラー
  - 形式 ： セクショナル式
  - 汽圧 ： 46.0キログラム毎平方センチメートル
  - 汽温 ： 457度
  - 蒸発量 ： 最大150トン毎時
  - 製造者 ： 三菱重工業神戸造船所（1938年製3缶・1939年製3缶）
- 7号ボイラー
  - 形式 ： 二胴輻射式
  - 汽圧 ： 46.0キログラム毎平方センチメートル
  - 汽温 ： 445度
  - 蒸発量 ： 最大150トン毎時
  - 製造者 ： 三菱重工業神戸造船所（1952年製造）
- 1号タービン発電機
  - タービン形式 ： 復水式
  - タービン容量 ： 5万キロワット
  - 発電機容量 ： 6万2500キロボルトアンペア
  - 製造者 ： 三菱重工業長崎造船所・三菱電機（1938年製造）
- 2号タービン発電機
  - タービン形式 ： 復水式
  - タービン容量 ： 5万3000キロワット
  - 発電機容量 ： 6万2500キロボルトアンペア
  - 製造者 ： 三菱重工業長崎造船所・三菱電機（1939年製造）
- 3号タービン発電機
  - タービン形式 ： 復水式
  - タービン容量 ： 5万3000キロワット
  - 発電機容量 ： 6万2500キロボルトアンペア
  - 製造者 ： 日立製作所（1939年製造）

これらの設備のうち、まず1号タービン発電機・1号所内タービン発電機・1-3号ボイラーが1939年1月24日に完成した。次いで同年12月に4-5号ボイラー・2号タービン発電機、翌1940年（昭和15年）10月に6号ボイラー・3号タービン発電機がそれぞれ完成している。
2号機完成の段階では認可出力は設備容量と同じ10万6000キロワットとされたが、3号機完成時は設備容量15万9000キロワットに対し13万8000キロワットに制限された。これはボイラーの運転信頼性などの要因による制限であったが、1952年（昭和27年）11月の7号ボイラー増設で解消され、認可出力も15万9000キロワットに引き上げられた。なお、下記4号機の設置と同時に新造の蒸気タービンと清水火力発電所からの移設の発電機を組み合わせた4号所内タービン発電機（出力5000キロワット）が増設されている。

### 4号機
1951年の中部電力発足当時、戦後復興による電力需要の急増に伴い、渇水期には火力発電所の全出力運転を加えても、需給が逼迫して供給制限を行う状況にあった。このため中部電力では発足直後から供給力の拡充に取り組み、同年10月には水力・火力双方の電源開発計画を策定、名港火力発電所ではボイラー3缶と5万3000キロワット発電機1台を増設することとなった。このうち、さしあたりボイラー3缶のうち1缶、すなわち前述の7号ボイラーを増設。残る工事では、火力発電技術の向上にあわせて設備を大型化し、ボイラー1缶につき発電機1台を割り当てるユニット方式の採用に踏み切った。こうして8号ボイラーならびに4号タービン発電機（出力5万5000キロワット）が1953年（昭和28年）12月13日に完成した。
8号ボイラーならびに4号タービン発電機の概要は以下の通り。
- ボイラー形式 ： ガス再循環式
- ボイラー汽圧 ： 60キログラム毎平方センチメートル[16]
- ボイラー汽温 ： 480度[16]
- ボイラー蒸発量 ： 250トン毎時[16]
- タービン形式 ： 横型衝動複車室複流式
- タービン製造者 ： 石川島芝浦タービン
- 発電機容量 ： 6万4700キロボルトアンペア
- 発電機製造者 ： 東芝

4号機および同時に竣工した4号タービン発電機の増設によって発電所の認可出力は20万9000キロワットとなり、翌1954年（昭和29年）1月13日には4号機調速装置の整備に伴って設備容量と同じ21万9000キロワットとなった。

### 5号機
4号機に続き、1955年（昭和30年）夏季における供給力不足の見込みと、大井川水系井川発電所の工事遅延という事情により、早期の供給力増強を目的に急遽名港火力発電所9号ボイラーならびに5号タービン発電機が建設されることとなった。4号機と同様ユニットシステムを採用し、さらに大型化して出力は6万6000キロワットとされた。1954年3月に着工、1955年6月29日に完成した。
9号ボイラーならびに5号タービン発電機の概要は以下の通り。
- ボイラー形式 ： 三胴輻射式
- ボイラー汽圧 ： 60キログラム毎平方センチメートル[16]
- ボイラー汽温 ： 485度[16]
- ボイラー蒸発量 ： 280トン毎時[16]
- タービン形式 ： 横型衝動複流排気式
- タービン製造者 ： 石川島芝浦タービン
- 発電機容量 ： 8万1176キロボルトアンペア
- 発電機製造者 ： 東芝

設備にはアメリカ合衆国の技術が取り入れられており、ボイラー・蒸気タービンともにコンバッション・エンジニアリングの設計を適用した国内製品を設置している。また石炭不足という当時の事情からボイラーは重油の使用にも対応する設計とされた。この増設によって認可出力は28万5000キロワットとなり、すべての工事が終了した。また完成を祝って松永安左エ門揮毫の「堂々壓海」の記念碑が発電所に設置された。

## 戦災・災害被害
太平洋戦争中、名港火力発電所は空襲被害を受けている。具体的には1945年（昭和20年）6月26日、屋外変電所南側付近に爆弾が落下し、変圧器や屋外設備が被災、その他工作場・倉庫・社宅が全半壊した。また戦時中に発生した東南海地震・三河地震でも軽微な被害があった。
戦後の1959年（昭和34年）9月26日に上陸した伊勢湾台風では、35センチメートル程度の浸水被害があったが、被害は軽微で、屋外変圧器の修理を待って28日には発電機の運転を再開した。

## 石油火力化と廃止
名港火力発電所5号機増設直後の1955年（昭和30年）12月、三重県四日市市に三重火力発電所が新設された。次いで1959年（昭和34年）には同じ名古屋港に新名古屋火力発電所が建設され、1963年（昭和38年）には四日市市に四日市火力発電所も出現した。この間発電機は大型化し続けており、1960年（昭和35年）以降に導入された新名古屋火力2 - 6号機および四日市火力1 - 3号機はすべて22万キロワット発電機であった。
こうした大容量の新火力発電所建設に伴い、日本発送電時代から稼働する3つの発電所のうち清水火力発電所・名古屋火力発電所は1964年（昭和39年）に相次いで廃止された。名港火力発電所でも稼働率が急減したため、1966年（昭和41年）6月より1 - 7号ボイラーならびに1 - 3号機、同年12月より残りの設備も長期休止・保管体制に入った。1967年（昭和42年）10月には保管要員も転出して守衛を残し無人化されたが、翌1968年（昭和43年）12月に需要増加のため保管体制は解除、周辺市街地化に伴う環境対策工事の竣工を待って1969年（昭和44年）7月より4・5号機、1970年（昭和45年）5月より1 - 3号機の運転を再開した。再開に際し、重油専焼化改造を受けて石炭火力発電所から石油火力発電所へと転換されている。
再開後は尖頭負荷発電所として稼働したが、1974年（昭和49年）3月に知多火力発電所4号機（出力70万キロワット）が稼働し、電力需要についても減少したため、1976年（昭和51年）より再び休止された。その後再稼働することはなく、1982年（昭和57年）11月10日付で廃止、19日に閉所式が挙行された。累計発電量は156億8000万キロワット時であった。
廃止後、旧1号タービン発電機が知多火力発電所の広報施設「知多電力館」（愛知県知多市）へ移され、保存展示されている。

## 年表
- 1936年（昭和11年）
  - 7月15日 - 中部地方主要電力会社7社の共同出資により中部共同火力発電株式会社設立。
- 1937年（昭和12年）
  - 4月 - 中部共同火力発電により名港火力発電所着工。
- 1939年（昭和14年）
  - 1月24日 - ボイラー3缶（1-3号）および1号タービン発電機5万キロワット・1号所内タービン発電機3000キロワットが竣工。
  - 10月 - ボイラー2缶（4-5号）および2号タービン発電機5万3000キロワット竣工。
  - 10月31日 - 日本発送電が中部共同火力発電を合併。
- 1940年（昭和15年）
  - 10月 - 6号ボイラーおよび3号タービン発電機5万3000キロワット竣工。
- 1951年（昭和26年）
  - 5月1日 - 日本発送電より中部電力へ出資。
- 1952年（昭和27年）
  - 11月 - 7号ボイラー竣工。
- 1953年（昭和28年）
  - 12月13日 - 8号ボイラー・4号タービン発電機5万5000キロワット（翌年1月まで4万5000キロワットに制限）・4号所内タービン発電機5000キロワット竣工。
- 1955年（昭和30年）
  - 6月29日 - 9号ボイラー・5号タービン発電機6万6000キロワット竣工。認可出力28万5000キロワットとなる。
- 1966年（昭和41年）
  - 6月 - 1-3号機休止。
  - 12月 - 4・5号機も休止、長期休止保管体制に。
- 1968年（昭和43年）
  - 12月 - 保管体制解除。
- 1969年（昭和44年）
  - 7月 - 4・5号機再稼働。
- 1970年（昭和45年）
  - 5月 - 1-3号機再稼働。
- 1976年（昭和51年）
  - 年内 - 再休止。
- 1982年（昭和57年）
  - 11月10日 - 廃止。
  - 11月19日 - 閉所式を挙行。